# Funzione gaussiana

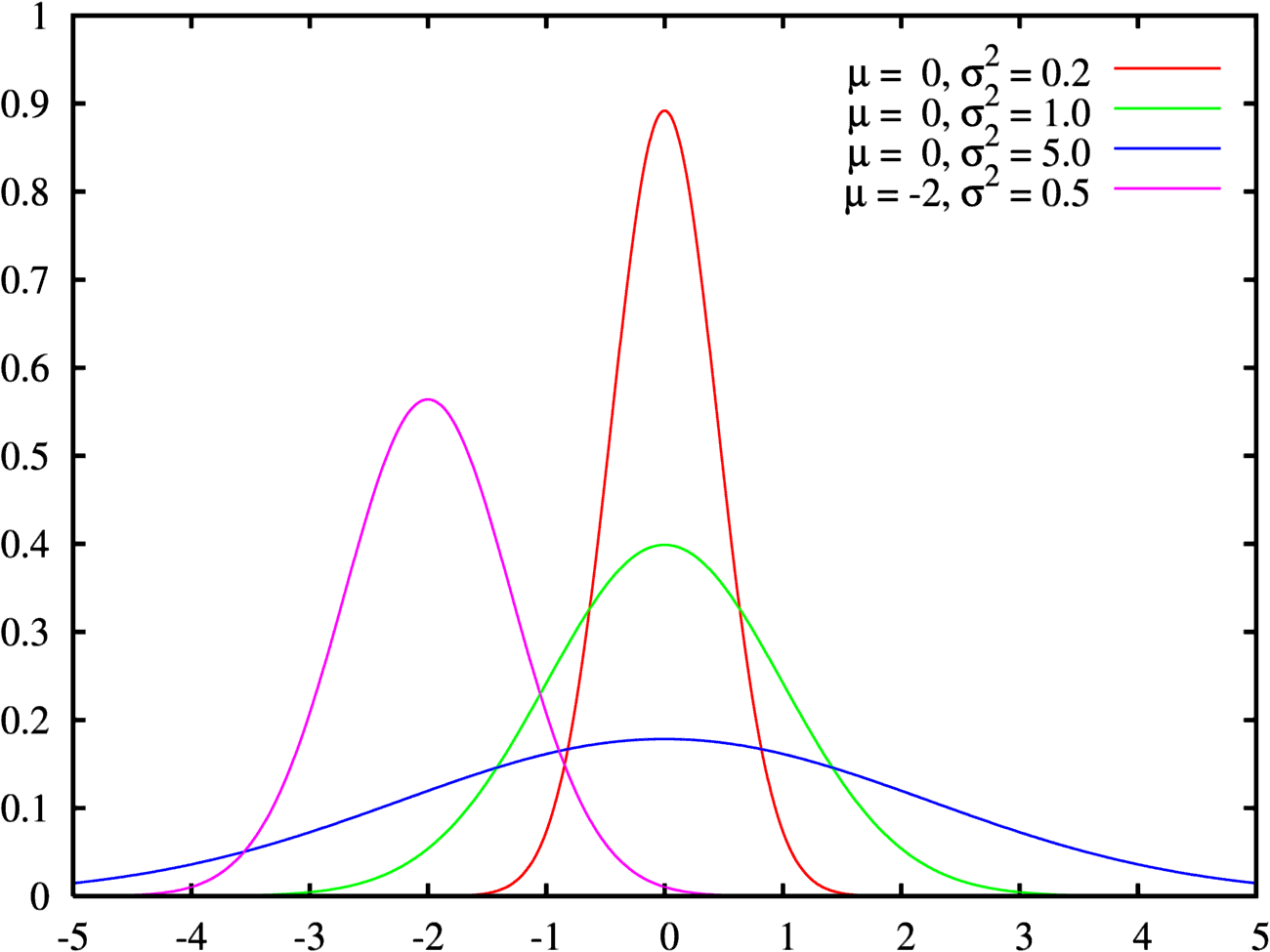
Funzioni gaussiane per diversi valori medi e vari valori di.

In matematica, una funzione gaussiana prende il nome dal matematico tedesco Carl Friedrich Gauss ed è una funzione della seguente forma:
{\displaystyle f(x)=ae^{-{\frac {(x-b)^{2}}{c^{2}}}},}
per qualunque costante reale {\displaystyle a>0}, {\displaystyle b} e {\displaystyle c}.
Le funzioni gaussiane con {\displaystyle c^{2}=2} sono autofunzioni della trasformata di Fourier.

## Integrazione
Le funzioni gaussiane si collocano tra le funzioni speciali "elementari" a cui mancano però "integrali elementari" in quanto i loro integrali non possono essere espressi mediante composizioni semplici (operazioni razionali e radicali) di funzioni elementari. Tuttavia i loro integrali impropri, dove l'integrazione è fatta su tutta la retta reale, possono essere valutati esattamente:
{\displaystyle \int _{-\infty }^{+\infty }e^{-x^{2}}\,dx={\sqrt {\pi }}~.}
Questo integrale, detto integrale di Gauss, può essere ottenuto tramite il teorema dei residui dell'analisi complessa, ma può anche calcolarsi con un procedimento analitico semplice.

### Dimostrazione
Ponendo {\displaystyle I=\int _{0}^{+\infty }e^{-x^{2}}\,dx},
si ha che:
{\displaystyle I^{2}=\int _{0}^{+\infty }e^{-y^{2}}\,dy\int _{0}^{+\infty }e^{-x^{2}}\,dx=\int _{0}^{+\infty }\int _{0}^{+\infty }e^{-\left(y^{2}+x^{2}\right)}\,dydx.}
Passiamo a coordinate polari cioè poniamo:
{\displaystyle x=r\cos {\theta }}
{\displaystyle y=r\sin {\theta }}
tenendo presente il primo quadrante, e con i valori di {\displaystyle r,\theta } (rispettivamente raggio e angolo) compresi tra:
{\displaystyle 0\;<r\;<+\infty } e {\displaystyle 0\;<\theta \;<{\frac {\pi }{2}}}
Rispolverando il teorema di Pitagora per cui {\displaystyle y^{2}+x^{2}=r^{2}}, si può quindi scrivere:
{\displaystyle I^{2}=\int _{0}^{\frac {\pi }{2}}\left(\int _{0}^{+\infty }re^{-r^{2}}\,dr\right)d\theta ,}
da cui:
{\displaystyle I^{2}=\int _{0}^{\frac {\pi }{2}}\left(-{\frac {1}{2}}e^{-r^{2}}|_{0}^{+\infty }\right)d\theta ={\frac {1}{2}}\int _{0}^{\frac {\pi }{2}}d\theta ={\frac {\pi }{4}}.}
Notando poi che la funzione gaussiana è una funzione pari, ovvero che vale {\displaystyle \int _{-\infty }^{+\infty }e^{-x^{2}}dx=2\int _{0}^{+\infty }e^{-x^{2}}dx}, è dimostrato che {\displaystyle \int _{-\infty }^{+\infty }e^{-x^{2}}\,dx=2{\sqrt {I^{2}}}={\sqrt {\pi }}}.

## Applicazioni
Le funzioni gaussiane si incontrano in numerosi capitoli della matematica, della fisica e delle altre discipline quantitative; vediamo alcuni esempi.
L'integrale della funzione gaussiana è la funzione degli errori.
In statistica e in teoria della probabilità, le funzioni gaussiane si presentano come funzioni di densità della distribuzione normale, che è la distribuzione di probabilità limite di somme sufficientemente complicate di funzioni di distribuzione, in accordo con il teorema del limite centrale.
La distribuzione normale relativa al valore atteso {\displaystyle \mu } e alla deviazione standard σ e normalizzata ha la forma:
{\displaystyle {\frac {1}{\sigma {\sqrt {2\pi }}}}e^{-{\frac {(x-\mu )^{2}}{2\sigma ^{2}}}}~.}
Si noti che è immediato ricondurre i parametri {\displaystyle \mu } e {\displaystyle \sigma } ai parametri {\displaystyle a}, {\displaystyle b} e {\displaystyle c} di cui sopra.
Nello studio delle funzioni speciali la funzione gaussiana gioca il ruolo di
funzione peso nella definizione dei polinomi di Hermite come polinomi ortogonali.
Una funzione gaussiana è la funzione d'onda dello stato fondamentale dell'oscillatore armonico quantistico. Di conseguenza, le funzioni gaussiane (e i corrispondenti funzionali) sono anche associati allo stato di vuoto nella teoria quantistica dei campi.